# Mig og Charly
Pour plus de détails, voir Fiche technique et Distribution.
Mig og Charly (littéralement « moi et Charly ») est un film danois réalisé par Morten Arnfred et Henning Kristiansen, sorti en 1978.

## Synopsis
Steffen rencontre Charly alors que ce dernier essaie de lui voler sa mobylette.

## Fiche technique
- Titre : Mig og Charly
- Réalisation : Morten Arnfred et Henning Kristiansen
- Scénario : Henning Kristiansen, Morten Arnfred et Bent E. Rasmussen
- Musique : Kasper Winding
- Photographie : Morten Arnfred et Henning Kristiansen
- Montage : Anders Refn
- Production : Steen Herdel
- Société de production : Steen Herdel Filmproduktion
- Pays de production :  Danemark
- Genre : Drame
- Durée : 98 minutes
- Date de sortie : 
  - Danemark : 19 mars 1978

## Distribution
- Kim Jensen : Steffen
- Allan Olsen : Charly
- Helle Nielsen : Majbritt, la petite amie de Steffen
- Ghita Nørby : Helle, la mère de Steffen
- Jens Okking : Auto-Gunnar
- Finn Nielsen : Jørgen

## Distinctions
Le film a reçu le Bodil du meilleur film danois.